# Фонендоскоп
Фонендоскопът (от гръцки: Φωνη – „звук“, ένδον – „вътре“ и σκοπέω – „гледане“) е устройство за прослушване на шума на вътрешните органи: бели дробове, сърце, кръвоносни съдове, черва и др.
Фонендоскопът е усъвършенстван стетоскоп, като разликата е, че има опъната мембрана за усилване на звука. Поради добрата акустика по време на аускултация, широко използвани модели са разработените от американския кардиолог Дейвид Литман.

## Изобретяване
Фонендоскопът е изобретен от руския хирург Николай Коротков, който му дава и името. За основа служи стетоскоп.
Има устройство, което съчетава свойствата на стетоскоп и фонендоскоп – стетофонендоскоп.

## Приложение
За разлика от стетоскопите, фонендоскопите се използват изключително широко в съвременната медицинска практика. Фонендоскопите са незаменими при измерването на кръвното налягане.

## Устройство
Устройството на фонендоскопите има всички части на стетоскопите, а единствената разлика е в структура на главата, а именно, допълнителната мембрана, която усилва звуците и позволява подробна диагностика на човешкото тяло.
- Глава – служи да улавя или усилва аускултаторните звуци. Включва допълнителната мембрана, каквато стетоскопите нямат.
- Звукова тръба – предава шум до ушите на лекаря; може да е една или две на брой
- Лък – тръби от лек метал, свързани към звуковия канал
- Дюзи – меките накрайници към тръбите на лъка, които лекаря поставя в ушите си

## Видове
По назначение тези инструменти са разделени на няколко групи:
- Терапевтични
- Педиатрични – различава се от терапевтичните по по-малките размери на главата
- Кардиология – по-напреднали, служат за слушане на по-широк спектър от звуци
- Акушерски (стетоскоп на Пинар) – предназначени за аускултация на сърдечните пулси на плода.